# Enkeltskrogsfartøj
Et 'enkeltskrogsfartøj er ethvert skib eller båd, der kun består af et enkelt skrog. Den langt mest almindelige type fartøj. Der findes også flerskrogsfartøjer, bl.a. katamaraner (dobbeltskrog), trimaraner (trippelskrog) samt SWATH (dobbeltskrog).